# Poliúdovo
Poliúdovo (en rus: Полюдово) és un poble de l'óblast de Kaluga, a Rússia, que en el cens del 2010 tenia 326 habitants, pertany al districte de Jizdra.